# Charles Nicolas Fabvier
 (août 2019).
Si vous disposez d'ouvrages ou d'articles de référence ou si vous connaissez des sites web de qualité traitant du thème abordé ici, merci de compléter l'article en donnant les références utiles à sa vérifiabilité et en les liant à la section « Notes et références ».
Charles Nicolas Fabvier, né le 10 décembre 1782 à Pont-à-Mousson (Meurthe) et mort le 15 septembre 1855 à Paris, est un officier, ambassadeur et homme politique français

## Biographie

### Formation et période napoléonienne
Élève de l'École royale militaire de Pont-à-Mousson puis de l'École polytechnique, il entra au 1er régiment d'artillerie en 1804, fit ses premières armes en Allemagne et fut blessé à l'affaire de Crems et Dürenstein, ce qui lui valu la croix de la Légion d'honneur. Il fut chargé d'une mission de confiance en 1807, et est au nombre des officiers que l'Empereur envoie au sultan Sélim III pour défendre sa capitale (en) contre les britanniques.
Le lieutenant Fabvier obtient de se joindre au général Gardanne, plénipotentiaire auprès du Shah de Perse que Napoléon Ier voulait dérober à l'influence de l'Angleterre et de l' Empire russe. On l'envoie à Ispahan pour y fonder un arsenal et y créer un matériel d'artillerie. Le Shah récompense ses succès et son zèle par la décoration de l'ordre du Soleil.
Fabvier rentre en Europe par la Russie. À la fin de 1809, il sert comme volontaire à l'armée polonaise, sous Poniatowski. Arrivé à Vienne, il est nommé capitaine dans la Garde impériale.
Aide de camp du duc de Raguse en 1811, ce maréchal l'envoie, quoique blessé, en Russie, rendre compte à l'Empereur de la bataille de Salamanque. Il arrive au quartier général le 6 septembre 1812, veille de la bataille de la Moskowa. Il y est blessé grièvement à l'assaut de la grande redoute. On l'avait vu s'arracher au sommeil au bruit du canon, s'armer d'un fusil, combattre au premier rang de nos tirailleurs, remplacer le premier chef qui venait de tomber et aller recevoir deux balles en s'élançant au plus fort du danger. L'Empereur le récompensa en le nommant chef d'escadron au 6e corps. Il fait la campagne de Saxe (1813), est élevé au grade de colonel d'état-major et nommé baron de l'Empire ; sert avec distinction dans la campagne de France, et signe, le 31 mars 1814, la capitulation de Paris, au nom de Mortier et Marmont.
Au retour de l'Empereur, il fait partie comme volontaire des corps de partisans qui se lèvent pour défendre les frontières.

### Restauration
Il accompagne en 1817, comme chef d'état-major, le maréchal de Marmont, chargé de pacifier Lyon, et se trouve par suite engagé dans de vives contestations avec le général Simon Canuel, qui le fait condamner comme diffamateur.
Mis à la réforme, et quelque temps après en disponibilité pour cause de libéralisme, il est arrêté au mois d'août 1820, comme prévenu d'avoir pris part à la conspiration militaire dite du Bazar français.
Le colonel Fabvier était en effet le lien entre les hommes politiques et les hommes d’action, entre les libéraux, les militaires des légions départementales et les officiers à la demi-solde. C’était essentiellement par cet officier supérieur que ces derniers recevaient les directions des premiers. Depuis l’affaire de Lyon de 1817, le colonel Fabvier était l’une des figures en vue du parti libéral, l’ami proche du général Lafayette.
Lorrain d'origine, il était aussi l'ami d’enfance de Noël Nantil, capitaine de la légion de la Meurthe, l'officier le plus actif de la conspiration, et donc proche du foyer principal du complot dont les membres se réunissaient dans un local du Bazar français, une galerie marchande située rue Cadet. De plus, avant son statut d’officier en non-activité, le colonel Fabvier avait été attaché de 1815 à 1817 au maréchal Marmont, un des quatre majors généraux de la garde royale. Les fonctions qu'il avait exercées près de lui, l'avait mises en rapport avec un grand nombre d’officiers. L’ensemble des armées parisiennes le connaissait parfaitement.
Tout laissait donc à croire que le colonel Fabvier était le chef militaire qui dirigeait dans l’ombre la conspiration. Pourtant il est relâché après une détention de plusieurs mois, certainement par le crédit de Marmont.
Dans ses Mémoires, le chancelier Pasquier ne s'explique toujours pas pourquoi et comment le colonel Fabvier a été mis hors de cause (Mémoires du chancelier Pasquier).
Cité ensuite à la requête du ministère public, comme témoin, il fait une déposition remarquable, et refuse de faire connaître un nom qui lui était demandé par le procureur général. La Cour le condamne pour refus à 500 francs d'amende.
En 1822, le colonel Fabvier est accusé par Vincent Bonneau, et par suite par son chef Guy Delavau, préfet de police de Paris et légitimiste, d'avoir tenté de favoriser l'évasion des quatre sergents de La Rochelle; il est arrêté, mais ensuite acquitté et remis en liberté par ordre du procureur du roi qui ne trouve rien qui justifie ni motive son arrestation.
Découragé, il quitte la France en 1823, pour l'Espagne, et s'engage aux côtés des libéraux espagnols contre les partisans absolutistes de Ferdinand VII et les troupes expéditionnaires françaises, dépêchées par le gouvernement de Louis XVIII au nom de la Sainte-Alliance. Après la victoire de ces derniers en avril, il voyage clandestinement dans divers pays dont l'Angleterre et la Belgique pour trouver des soutiens à la cause des libéraux.

### Révolution grecque
Revenu en France en août 1823, il part peu après pour rejoindre la Grèce alors en pleine guerre d'indépendance, embarquant à Malte en décembre sur le navire affrété par le comité grec de Londres. Débarqué à Navarin, il y établit aussitôt un magasin à poudre et indique les réparations à faire aux fortifications de la citadelle[réf. nécessaire]. Il voyage quelques mois dans le Péloponnèse afin de reconnaitre la situation.
Il revient ensuite en Europe avec un contrat du gouvernement grec l'autorisant à fonder une colonie agricole et industrielle, afin d'y installer ses camarades réprouvés pour leurs idées politiques libérales et leur passé bonapartiste. Il rassemble ses soutiens et organise le passage en Grèce de ses partisans, dont plusieurs officiers français.
Lorsqu'il débarqua à nouveau en Grèce en mai 1825, la situation avait radicalement changé : le débarquement d'Ibrahim pacha en février, à la tête de troupes régulières égyptiennes, avait entraîné l'effondrement de la situation militaire des Grecs et la reconquête d'une grande partie du pays. Les succès d'Ibrahim ayant persuadé le gouvernement grec de la nécessité de former une armée régulière, Fabvier fut chargé de cette tâche. Début juillet, à Nauplie, il prit le commandement des troupes existantes, alors commandées par le successeur de Gubernatis, Panagiótis Ródios, et en pleine déliquescence. Il participe à une tentative avortée de reprendre Tripolizza le 18 septembre, puis s'installe avec son armée à Athènes le 17 octobre, afin de s'éloigner de la capitale, Nauplie, dont le voisinage était néfaste pour la discipline. Les effectifs grandissent rapidement grâce à une loi de conscription passée le 22 septembre, atteignant 3 000 hommes en janvier 1826. Fabvier a des relations souvent tendues avec Yannis Gouras, le chef de la Roumélie orientale, qui voyait d'un mauvais œil l'existence d'une autorité lui faisant concurrence.
Fin février 1826, Fabvier lance une attaque sur l'Eubée voisine avec 1 800 soldats réguliers, 250 cavaliers et 700 irréguliers. L'opération est un échec : après des combats indécis, l'armée est encerclée et doit être secourue depuis le continent, et évacuée par bateau le 6 avril vers les Cyclades, puis Athènes. Par la suite, la moitié des troupes désertent, et une mutinerie éclate à la suite du non-paiement de la solde ; Fabvier offre alors sa démission, qui est refusée.
Lors de l'offensive de Kioutachis sur l'Attique, en juin 1826, il propose de fortifier le Pirée pour y résister, mais ce plan n'est pas retenu, Gouras s'y étant opposé ; l'armée régulière se retire alors à Méthana en Argolide, où il réorganise ses troupes, comptant alors environ 1 300 hommes. À la mi-août, Fabvier participa à une tentative de levée du siège d'Athènes, en coopération avec les irréguliers de Karaiskakis ; ils sont battus le 19 août à Chaïdari, chacun rejetant la faute sur l'autre. Il participe ensuite à quelques opérations, mais finit par se brouiller définitivement avec Karaiskakis et regagna Méthana, où il passe l'automne et le début de l'hiver.
En décembre 1826, la garnison de l'Acropole toujours assiégée demande des secours au gouvernement ; avec environ 650 hommes chargés de poudre, Fabvier passe au travers des lignes ottomanes et entre dans la forteresse le 13, projetant de repartir dès que possible. Il est cependant obligé de rester, ses tentatives de retraverser les lignes des assiégeants échouant ; il accuse plus tard certains chefs, à qui il aurait fait ombrage, d'avoir sciemment éventé ses tentatives afin de le condamner à l'inaction dans la citadelle. Il évacue finalement l'Acropole le 5 juin 1827 avec le reste de la garnison, après le désastre de la bataille de Phalère ; accusé d'avoir capitulé trop facilement, il est mis aux arrêts à Poros, pour le protéger de la foule qui menaçait de le lyncher. S'étant défendu, il est libéré et regagne Méthana, à la tête de 500 hommes, refusant de reconnaître l'autorité du général Church.
Fin octobre 1827, il dirige une tentative de conquête de l'île de Chios, à la demande d'une commission organisée par un groupe de riches marchands originaires de l'île ; cette opération était à la limite de la légalité, le traité de Londres ayant imposé un armistice entre les Grecs et les Ottomans. Malgré des succès initiaux, il ne peut prendre la citadelle et doit finalement évacuer l'île fin mars 1828, sur un navire de l'escadre française qui jouait alors un rôle d'interposition et de médiation entre les belligérants. Accusé par les membres de la commission sciote de s'être laissé acheter, il est attaqué à son débarquement à Syros par un groupe de réfugiés de Chios, qu'il doit disperser l'épée à la main. Une fois rentré à Méthana, le 31 mars, il va se présenter devant le gouvernement pour saluer le nouveau Gouverneur de la Grèce Ioannis Kapodistrias et présenter sa démission. Un procès a ensuite lieu entre lui, le gouvernement grec et la commission sciote, mettant en relief des malversations de cette dernière au sujet de la répartition des fonds alloués à l'entreprise.
En mauvais termes avec Kapodistrias, il quitte la Grèce le 23 août 1828 depuis Navarin, à destination de la France, rencontrant sur le trajet l'expédition de Morée qui venait juste de quitter Toulon et refusant la proposition du général Maison d'accompagner celle-ci ; il refuse aussi de réintégrer l'armée française, projetant de revenir en Grèce avec l'appui du gouvernement français pour imposer ses vues à Kapodistrias sur la réorganisation militaire de l'armée grecque.
Il revient en Grèce à la fin de l'année, débarquant le 21 décembre à Navarin, mais ne réussit pas à mener ses projets à bien, ses relations avec Capodistrias étant de plus en plus tendues ; il prend ainsi probablement contact avec les opposants « constitutionnalistes » de Kapodistrias, menés par Mavrocordatos. Il désire alors reprendre la guerre contre les Ottomans, contrairement aux dispositions d'un protocole conclu entre les trois puissances « protectrices » en novembre 1828. En mars, à la suite de demandes répétées de Kapodistrias, il est affecté à l'état-major de l'expédition de Morée, et rappelé d'Égine (alors capitale de l'État grec) à Modon, afin de le neutraliser. En mai 1829, il reçoit finalement l'ordre formel de regagner la France avec une partie des troupes françaises qui évacuaient le pays.

### Fin de carrière et vie politique

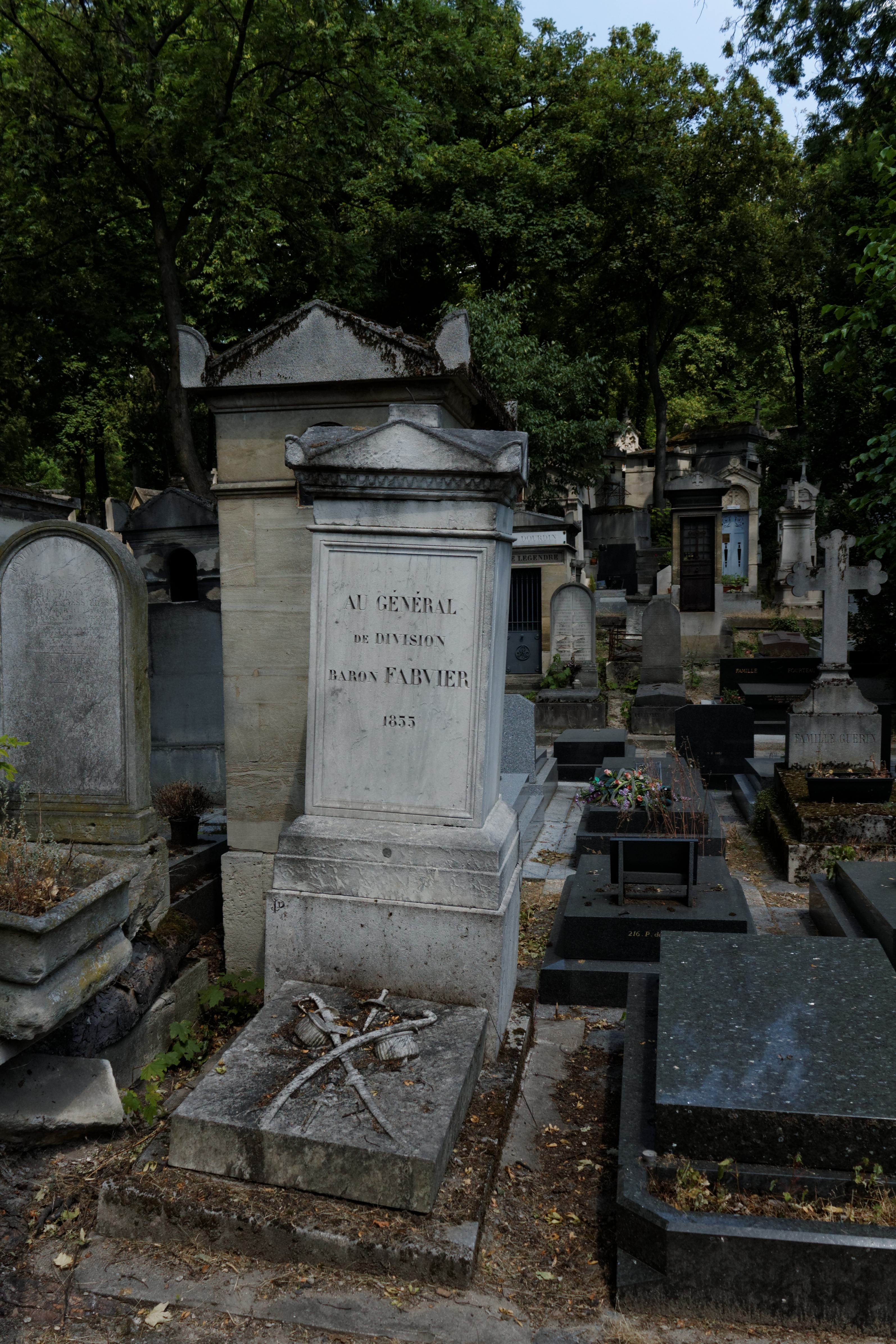
Tombe au cimetière du Père-Lachaise.

Le 26 juillet 1830, il revenait d'Italie lorsqu'il est entraîné à prendre une part active aux événements de la révolution de Juillet. D'abord chef d'état-major du général Gérard, il est nommé le 4 août commandant de la place de Paris, donne sa démission en 1831, rentre en disponibilité avec le titre de lieutenant-général. Il épouse en 1831 la veuve du général Duroc, maréchal du palais de Napoléon Ier, comme lui mussipontain. 
Il est élevé à la pairie en 1845. Il est nommé en 1848 ambassadeur à Constantinople, puis au Danemark. Le général Fabvier est ensuite représentant du peuple à l'Assemblée nationale constituante. Député de la Meurthe, il siège parmi les conservateurs. Il rentre dans la vie privée après le 2 décembre 1851.
Il est inhumé au cimetière du Père-Lachaise (73e division).

## Sources
- Marie-Nicolas Bouillet  et Alexis Chassang (dir.), « Charles Nicolas Fabvier » dans Dictionnaire universel d’histoire et de géographie, 1878 (lire sur Wikisource)
- « Charles Nicolas Fabvier », dans Charles Mullié, Biographie des célébrités militaires des armées de terre et de mer de 1789 à 1850, 1852 [détail de l’édition]
- « Charles Nicolas Fabvier », dans Adolphe Robert et Gaston Cougny, Dictionnaire des parlementaires français, Edgar Bourloton, 1889-1891 [détail de l’édition]
- Martine Reid, Jean-Yves Mollier et Jean-Claude Yon (dir.), Repenser la Restauration, Paris, Nouveau Monde éd, 2005, 375 p. (ISBN 978-2-847-36106-3).
- Notice biographique dans Eymar et Faidherbe p. 589-589
- Froment M. , ex Chef de brigade du cabinet particulier du Préfet, « La Police Dévoilée » Tome II, 1829 .